# Battaglia di Santa Cruz de Tenerife (1706)
La battaglia di Santa Cruz de Tenerife fu una battaglia combattuta nel corso della guerra di successione spagnola il 6 novembre 1706. Durante lo scontro 13 navi di linea della flotta inglese al comando dell'ammiraglio John Jennings tentarono senza successo di assediare la città di Santa Cruz de Tenerife. Jennings precedentemente aveva condotto alcuni successi nella Penisola iberica e già si era fatto conoscere per aver chiesto il riconoscimento della sovranità di Carlo II d'Inghilterra sulle Canarie, ma l'offerta era stata rifiutata.

## La battaglia
Dal 1706, durante la Guerra di successione spagnola, Filippo V aveva perso Gibilterra per la vittoriosa azione della flotta anglo-olandese comandata da George Rooke, i galeoni spagnoli al porto della baia di Vigo erano stati bruciati o catturati, e l'armata alleata stava entrando in Castiglia dopo aver preso l'Aragona, la Catalogna e Valencia. In quel tempo, l'ammiraglio John Jennings era salpato alla volta della baia di Santa Cruz con 12 navi di linea e altre navi da guerra di minor portata con l'intento di strappare la città agli spagnoli. Le navi inglesi rimasero esposte ad un pesante fuoco nemico proveniente dall'artiglieria costiera che era posta in posizione protetta, soffrendo molte perdere.
Dopo che un tentativo iniziale di sbarco venne respinto dall'artiglieria spagnola del castello di San Cristóbal, Jennings inviò un emissario alle autorità di Santa Cruz a scusarsi per l'attacco dicendo che si era trattato solo di un errore. L'emissario, comunque, chiese alle autorità dell'isola di schierarsi alla causa degli Asburgo sotto la minaccia di prendere la città con la forza. Il sindaco José de Ayala y Rojas, capo della difesa di Santa Cruz in assenza del governatore Agustín de Robles, si rifiutò di accettare l'offerta,  confermando la sua fedeltà e quella dell'isola a re Filippo V. «Quand'anche Filippo, nostro re, avesse perso tutti i propri domini nella Penisola queste isole gli rimarrebbero sempre fedeli.» disse. Dopo questa dimostrazione, anche a causa dei danni subiti in precedenza, la flotta inglese preferì ritirarsi.

## Conseguenze
Anche se la flotta inglese si ritirò rapidamente col favore della notte, la milizia armata spagnola continuò a pattugliare le coste di Santa Cruz per due giorni, e quelle di La Palma per diversi mesi. Per questa vittoria sugli inglesi, lo stemma della città di Santa Cruz de Tenerife ottenne di poter aggiungere al proprio stemma la figura di una seconda testa di leone (la terza venne aggiunta dopo aver respinto Horatio Nelson nel 1797). Gli inglesi attaccarono nuovamente le Canarie nel 1743, ma vennero nuovamente battuti.